# Darby Conley
Darby Conley (Concord, 1970) è un fumettista statunitense.
È l'autore della striscia comica Get Fuzzy.
Conely è nato in Massachusetts, ma è cresciuto in Tennessee, a Knoxville.
Mentre frequentava l'High School, nel 1986, vinse una competizione fumettistica studentesca.
Durante il suo "Senior Year" alla Doyle High School (ora South-Doyle High School) a Knoxville, Conley fu votato come 'Most Talented' dagli studenti del suo corso. Egli frequentò poi l'Amherst College, dove studiò Belle Arti, dove trascorreva il tempo libero disegnando fumetti per il giornaletto studentesco, giocando a rugby, e fu membro di un gruppo vocale a cappella "The Zumbyes".

## Influenze
I fumetti che Conley stesso ha dichiarato essere i suoi prefeiti sono: Bloom County, The Far Side and The Adventures of Tintin.
Ognuno di essi ha influenzato il suo stile. Conley ha inoltre affermato che il suo senso dell'umorismo è in parte simile a quello di Douglas Adams e a quello della leggendaria troupe comica Monty Python.